# 푸트-램버트
푸트-램버트 또는 푸트램버트 (fL, 때로는 fl 또는 ft-L)는 미국의 관습 단위계 또는 기타 단위 시스템에서 사용되는 휘도 단위이다. 1 푸트-램버트는 평방 피트 당 1/π 즉 0.3183 칸델라, 또는 3.426 칸델라 매 제곱미터 (해당 SI 단위)의 휘도에 해당한다.
푸트-램버트의 단위는 스위스-독일의 수학자, 물리학자, 천문학자인 요한 하인리히 람베르트 (1728~1777)의 이름을 따서 명명된 것이다. 전기 및 조명 엔지니어는 제곱피트당 칸델라 또는 제곱미터당 칸델라 단위를 선호하여 푸트-램버트 단위는 거의 사용하지 않는다.
완벽한 람베르트 반사를 보여주는 확산식 반사 표면의 휘도를 푸트-램버트 단위에서 나타내면 이는 푸트-캔들 단위에서의 입사 조도에 해당한다. 실제의 확산 반사면의 경우에는 전술한 단위에서 조도에 대한 휘도의 비율 값은 표면의 반사율에 대체적으로 해당하게 된다.
이를 수학식으로 나타내면 아래와 같다.
{\displaystyle L_{\mathrm {v} }=E_{\mathrm {v} }\times R} ,
여기서,
{\displaystyle L_{\mathrm {v} }} 는 푸트-램버트 단위에서 휘도,
{\displaystyle E_{\mathrm {v} }} 는 푸트-캔들 단위에서 조도,
{\displaystyle R} 은 분수로 표현되는 반사율로, 예를 들어 반사율이 18%인 회색 카드에서 {\displaystyle R=0.18}이다.
푸트-램버트는 영화 산업에서 프로젝션 스크린 상의 화상의 휘도를 측정하는 데 사용된다. SMPTE( 영화 및 텔레비전 엔지니어 회 )에서는 상업용 영화관용의 밝기로 SMPTE 196M에 의하여 "오픈 게이트"(즉, 프로젝터에 필름이 없는 상태)로 측정할 때 16 푸트-램버터의 화면 휘도를 권장하고 있다. 이러한 조건에서 일반적인 기저 밀도 0.05에 의하면 약 14fL의 피크 화이트를 생성하게 된다. 현재 개정판인 SMPTE 196M에서는 평방미터당 55칸델라 즉 55 니트로 규정하고 있다.
푸트-램버트는 비행 시뮬레이션 산업에서 시각적 디스플레이 시스템의 하이라이트 밝기를 측정하는 데에도 사용된다.
필요한 최소 하이라이트 밝기는 비행 시뮬레이션 훈련 장치 (FSTD)의 유형과 수준에 따라 다르지만 일반적으로 연방항공국(FAA) 또는 합동 항공국(JAA, Joint Aviation Authorities)의 규정에 따라 인증된 대부분의 장치에 대해서는 3–6 푸트-램버트이다.

MIL-PRF-22885 및 SAE AS7788과 같은 조명 스위치, 패널 및 디스플레이에 대한 군사 사양에도 푸트-램버트 단위의 휘도 측정이 필요하다. 휘도 수준은 MIL-PRF-22885에 따라 햇빛에서 읽을 수 있는 스위치 디스플레이의 경우 수백 푸트-램버트부터 SAE AS7788에 따른 패널의 경우 야간 조건에서 겨우 2-3 푸트-램버트까지 다양하다.
| v • d • e • h | v • d • e • h | cd/m2 (SI 단위) ≡ nit ≡ lm/m2/sr | stilb (sb) (CGS 단위) ≡ cd/cm2 |                       | apostilb (asb) ≡ blondel      | bril                          | skot (sk)                     | 램버트 (L)                |  | 푸트-램버트 (fL) = 1 ⁄ π cd/ft2 |
| 1 cd/m2       | =             | 1                                | 1×10-4                         | π ≈ 3.142             | 1×10 7 π ≈ 3.142×10 7         | 1×10 3 π ≈ 3.142×10 3         | 1×10-4 π ≈ 3.142×10-4         | 0.30482 π ≈ 0.2919        |  |                                 |
| 1 sb          | =             | 1×104                            | 1                              | 1×10 4 π ≈ 3.142×10 4 | 1×1011 π ≈ 3.142×1011         | 1×10 7 π ≈ 3.142×10 7         | 1π ≈ 3.142                    | 30.482 π ≈ 2919           |  |                                 |
| 1 asb         | =             | 1 ⁄ π ≈ 0.3183                   | 1×10-4 ⁄ π ≈ 3.183×10-5        | 1                     | 1×10 7                        | 1×10 3                        | 1×10-4                        | 0.30482 ≈ 0.09290         |  |                                 |
| 1 bril        | =             | 1×10 -7 ⁄ π ≈ 3.183×10 -8        | 1×10-11 ⁄ π ≈ 3.183×10-12      | 1×10 -7               | 1                             | 1×10 -4                       | 1×10-11                       | 0.30482×10-7 ≈ 9.290×10-9 |  |                                 |
| 1 sk          | =             | 1×10-3 ⁄ π ≈ 3.183×10-4          | 1×10-7 ⁄ π ≈ 3.183×10-8        | 1×10-3                | 1×10 4                        | 1                             | 1×10-7                        | 0.30482×10-3 ≈ 9.290×10-5 |  |                                 |
| 1 L           | =             | 1×10 4 ⁄ π ≈ 3183                | 1 ⁄ π ≈ 0.3183                 | 1×10 4                | 1×1011                        | 1×10 7                        | 1                             | 0.30482×104 ≈ 929.0       |  |                                 |
| 1 fL          | =             | 1 ⁄ 0.30482 ⁄ π ≈ 3.426          | 1 ⁄ 30.482 ⁄ π ≈ 3.426×10-4    | 1 ⁄ 0.30482 ≈ 10.76   | 1×10 7 ⁄ 0.30482 ≈ 1.076×10 8 | 1×10 3 ⁄ 0.30482 ≈ 1.076×10 4 | 1×10-4 ⁄ 0.30482 ≈ 1.076×10-3 | 1                         |  |                                 |

## 같이 보기
휘도의 다른 단위:
- 램버트 (L)
- Nit (nit)
- Stilb (sb)
- Apostilb (asb)
- Blondel (blondel)
- Skot (sk)
- Bril (bril)

| 측광량                                                      | 기호      | 단위               | 기호        | 차원           | 비고 |
| ----------------------------------------------------------- | --------- | ------------------ | ----------- | -------------- | --- |
| 발광 에너지(luminous energy)                                | Qv 또는 W | 루멘 초            | lm⋅s        | cd⋅sr⋅s        | |
| 광선속, 광속(luminous flux)                                 | Φv 또는 P | 루멘               | lm          | cd⋅sr          | |
| 광도(luminous intensity)                                    | Iv        | 칸델라             | cd (=lm/sr) | cd             | |
| 휘도(luminance)                                             | Lv        | 칸델라 매 제곱미터 | cd/m2       | cd/m2          | |
| 조도(illuminance)                                           | Ev        | 럭스               | lx (=lm/m2) | cd⋅sr/m2       | |
| 광출사도, 광속발산도(luminous emittance, luminous exitance) | Mv        | 럭스               | lx (=lm/m2) | cd⋅sr/m2       | |
| (방사의) 발광효율(luminous efficacy of radiation)           | K         | 루멘 매 와트       | lm/W        | cd⋅kg-1⋅m-1⋅s4 | 전자기 방사에 대한 광선속 양의 비율. 파장의 비시감도에 따라 달라지는데 최대치는 파장 555nm에서 683 lm/W이다. |
| (광원의) 발광효율(luminous efficacy of a source)            | η         | 루멘 매 와트       | lm/W        | cd⋅kg-1⋅m-1⋅s4 | 전등효율이라고도 하며, 어떤 광원에서 1W의 소비전력에 따라 발생하는 광선속 양의 비를 나타낸다. 이론적 최대치는 비시감도에 따라 파장별로 상이하고 파장 555nm에서 683 lm/W의 최대값을 가지나 실제로는 이보다 낮다. |